# Enpinanga
Enpinanga là một chi bướm đêm thuộc họ Sphingidae.

## Các loài
- Enpinanga assamensis - (Walker 1856)
- Enpinanga borneensis - (Butler 1879)
- Enpinanga vigens - (Butler 1879)

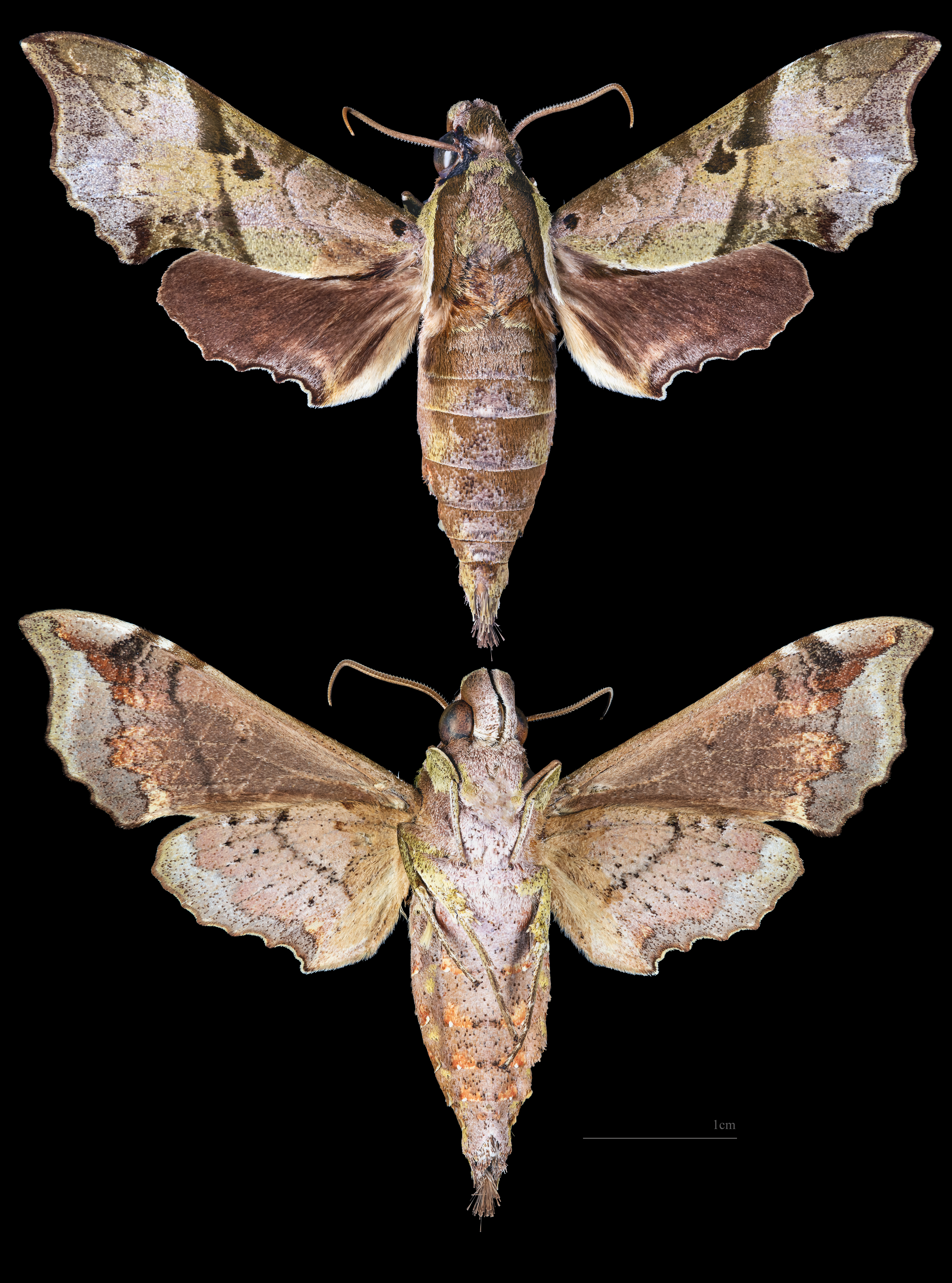
Enpinanga assamensis
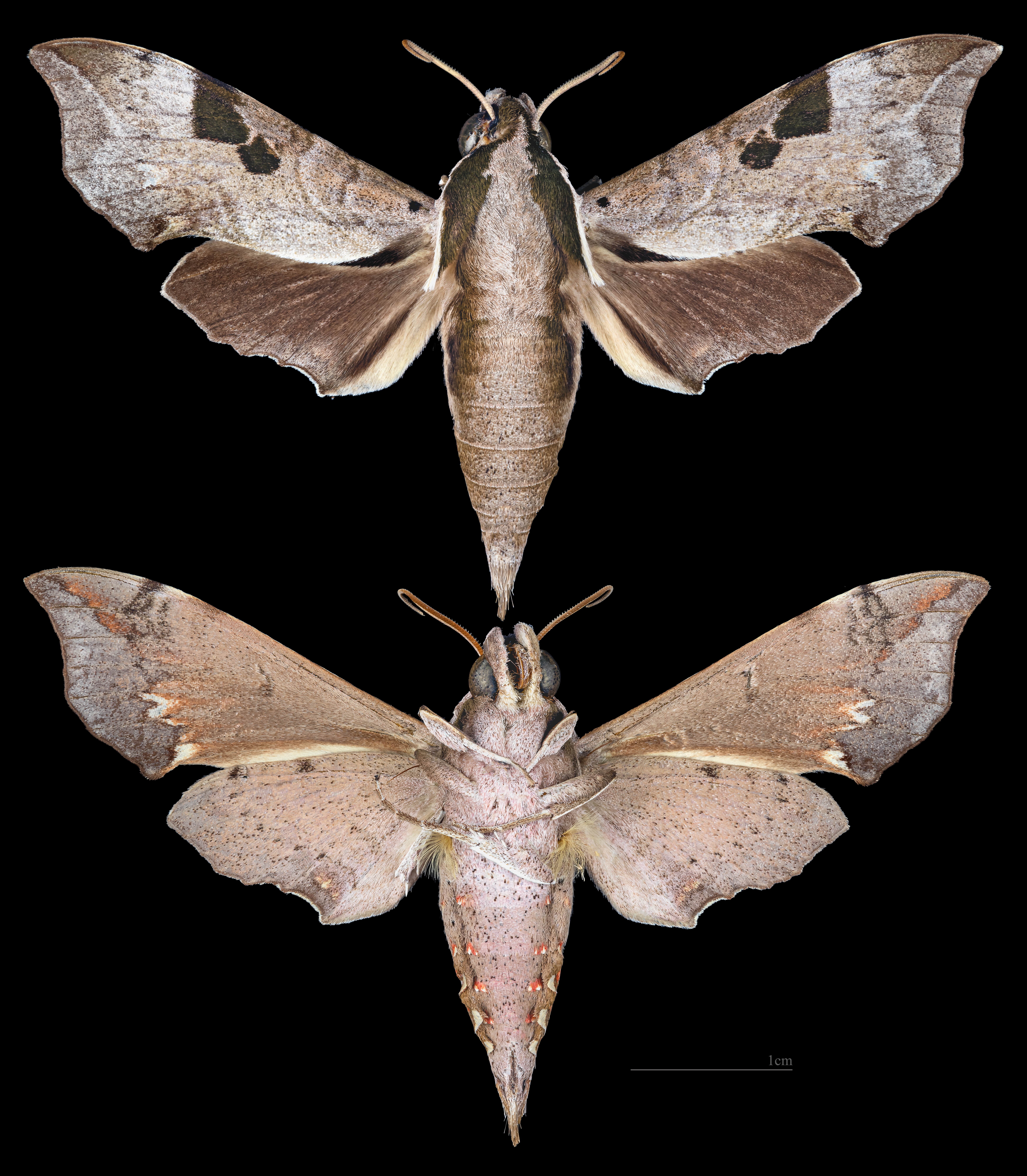
Enpinanga borneensis